# Seznam skladatelů vážné hudby, Q
Seznam skladatelů vážné hudby podle abecedy:
A – B –
C – Č –
D – E – 
F – G –
H – Ch –
I – J –
K – L –
M – N –
O – P –
Q – R –
Ř – S –
Š – T –
U – V –
W – X –
Y – Z –
Ž

## Q
- Paolo Quagliati (1555–1628)
- Armand Qualliotine (1954)
- Johann Joachim Quantz (1697–1773)
- Guglielmo Quarenghi (1926–1882)
- Amy Quate (1953)
- Joseph Quesne (1746–1809)
- Howard Quilling (1935)
- Roger Quilter (1877–1953)
- Marcel Quinet (1915–1986)
- Antonio Quintavalle (16??–1824)